# Phyllonorycter trojana
Phyllonorycter trojana là một loài bướm đêm thuộc họ Gracillariidae. Nó được tìm thấy ở Montenegro, Macedonia và Hy Lạp.
Ấu trùng ăn Quercus trojana. Chúng ăn lá nơi chúng làm tổ. They create a small lower-surface tentiform mine with one strong fold. The roof is completely eaten out hầu hết the time. The cocoon is located in the mine và the frass is scattered around it in a horse-shoe like shape.